# 尼爾伍德 (伊利諾伊州)
尼爾伍德（英語：Nilwood）是一個位於美國伊利諾伊州馬庫平縣的城鎮。

## 地理
尼爾伍德的座標為39°23′50″N 89°48′28″W / 39.39722°N 89.80778°W，而該地的平均海拔高度為204米（即669英尺）。

## 人口
根據2010年美國人口普查的數據，尼爾伍德的面積為1.21平方千米，當中陸地面積為1.21平方千米，而水域面積為0.00平方千米。當地共有人口239人，而人口密度為每平方千米198人。